# Угнин
Угнин (пол. Uhnin) — село в Польщі, у гміні Дубова Колода Парчівського повіту Люблінського воєводства. Населення — 600 осіб (2011).

## Історія
Найдавніші сліди людини в межах селах датуються середньовіччям. Археологами відкрито городище.
У 1530 році королівським привілеєм засновано село.
Станом на 1565 рік у селі проживало 38 родин.
У 1830-х роках село стало власністю генерала Крузенштерна.
За даними етнографічної експедиції 1869—1870 років під керівництвом Павла Чубинського, у селі переважно проживали греко-католики, які розмовляли українською мовою.

Іконостас церкви в Угнині, знищеної під час акції Ревіндикації у 1938 році.

У 1911 році в селі зведено православну церкву.
За даними перепису 1921 року у селі проживало 282 православних мешканців, 98 католиків і 86 юдеїв.
У 1938 році польська влада в рамках великої акції руйнування українських храмів на Холмщині і Підляшші знищила місцеву православну церкву.
У 1975—1998 роках село належало до Білопідляського воєводства.

## Населення
Населення села належало до української етнографічної групи хмаків.
Демографічна структура станом на 31 березня 2011 року:
|          | Загалом | Допрацездатний вік | Працездатний вік | Постпрацездатний вік |
| -------- | ------- | ------------------ | ---------------- | -------------------- |
| Чоловіки | 298     | 66                 | 206              | 26                   |
| Жінки    | 302     | 59                 | 181              | 62                   |
| Разом    | 600     | 125                | 387              | 88                   |

## Відомі уродженці
- Антоній Матеюк (?-1919) — український релігійний діяч, член Української Центральної Ради, протопресвітер Дієвої армії УНР.